# Peter Frey (Parteifunktionär)

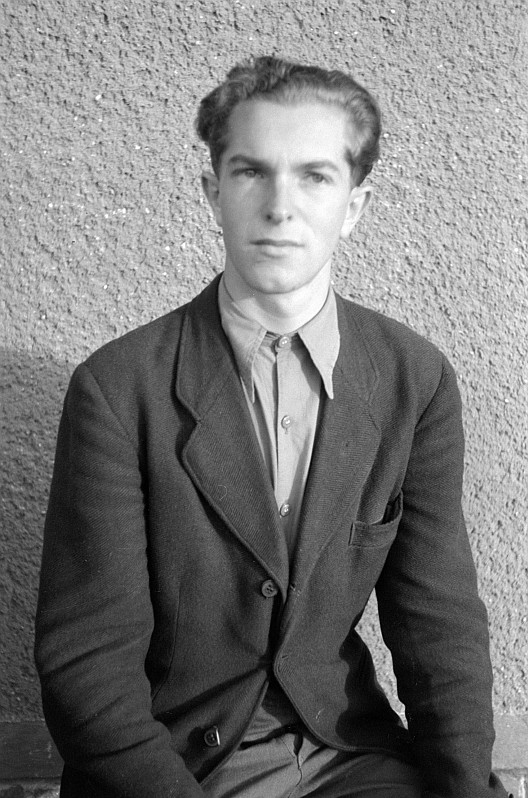
Peter Frey, 1946 während des Jugendtreffens der FDJ in Bautzen

Peter Frey (* 10. Oktober 1923) ist ein ehemaliger deutscher Jugend- und Parteifunktionär (FDJ/SED) der DDR.

## Leben

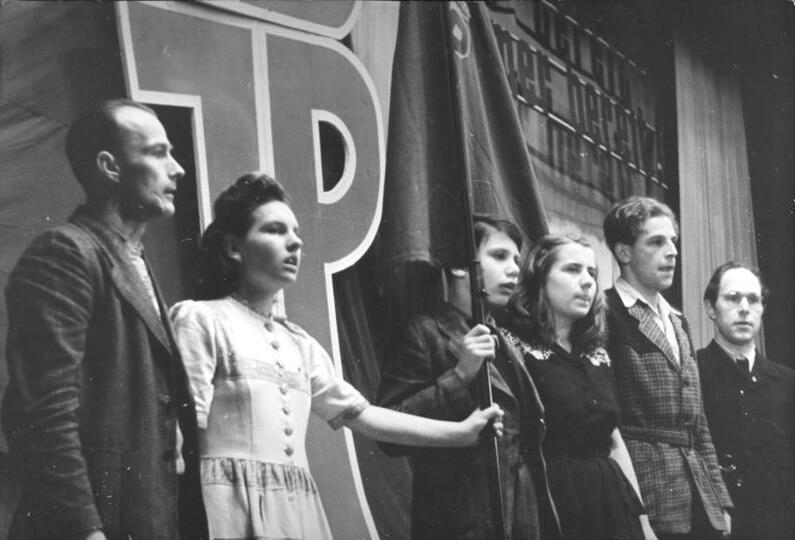
Peter Frey (zweiter von rechts) am 20. März 1949 bei der Gründungsfeier des Verbandes der „Jungen Pioniere“ im alten Berliner Friedrichstadt-Palast

Der gelernte Maschinenschlosser wurde 1945 Mitglied der KPD, 1946 Mitglied des Freien Deutschen Gewerkschaftsbundes (FDGB) und der Freien Deutschen Jugend (FDJ) und mit der Zwangsvereinigung von SPD und KPD zur SED Mitglied der Sozialistischen Einheitspartei Deutschlands (SED). Als Nachfolger von Heinz Keßler war er von September 1948 bis Mai 1949 Vorsitzender des Stadtvorstandes Berlin der FDJ, anschließend Sekretär beim Zentralrat der FDJ und Leiter der Abteilung Arbeiter- und Landjugend des Zentralrates der FDJ. Von September 1950 bis Juni 1955 war er Mitglied des Bundesvorstandes des FDGB. Vom 6. August bis November 1952 war er Brigadeleiter der Brigade I des Dienstes für Deutschland (DD). Wegen unhaltbarer Zustände in den Lagern des DD wurden DD-Chef Gerhard Balzer und Frey im Oktober 1952 durch die Zentrale Parteikontrollkommission der SED gerügt und Frey einen Monat später entlassen. 
Er arbeitete zunächst als Mitarbeiter der SED-Bezirksleitung Berlin und war dann bis 10. Februar 1974 stellvertretender Vorsitzender der Bezirksparteikontrollkommission Berlin der SED sowie von 1988 bis 1989 Vorsitzender der Kreisparteikontrollkommission der SED-Kreisleitung der Humboldt-Universität zu Berlin.

## Auszeichnungen
- 1973 Vaterländischer Verdienstorden in Bronze, 1980 in Silber, 1983 in Gold und 1988 Ehrenspange zum Vaterländischen Verdienstorden in Gold